# Jataí-preta
Scaura longula é uma abelha social da tribo dos meliponíneos.